# The Yellow Sea
The Yellow Sea (hangul: 황해; rr: Hwang hae) é um filme coreano de 2010 dirigido por Na Hong-jin.

## Sinopse
O filme conta a história de um homem que embarca numa missão de assassinato na Coreia do Sul, com o propósito de saldar as suas dívidas. No entanto, ele acaba envolvido numa série de conspirações e traições.

## Enredo
Na cidade de Yanji, entre a Coreia do Norte, China e Rússia, metade da população vive de actividades ilegais. Um taxista chamado Gu-nam (Ha Jung-woo) viu-se forçado a pagar um dívida que contraiu através de um contrato realizado com a máfia que concedeu que a sua mulher viajasse para a Coreia do Sul em busca de melhores condições de vida. Consciente de que seriam necessários vários anos de trabalho para liquidar a dívida, a sua única solução passa por aceitar o arriscado trato proposto pelo chefe da máfia Myun (Kim Yun-seok): cruzar a fronteira da Coreia do Sul para assassinar um pessoa. Não obstante, o que parecia um simples plano, rapidamente se transforma num problema sem solução.

## Elenco
- Ha Jung-woo como Gu-nam
- Kim Yoon-seok como Myun Jung-hak
- Jo Sung-ha como Tae-won
- Lee Chul-min como Choi Sung-nam
- Kwak Do-won como Prof. Kim Seung-hyun
- Lim Yeo-won como Mulher do Prof. Kim
- Tak Sung-eun como Mulher de Gu-nam
- Kim Ki-hwan como Motorista do Prof. Kim
- Lee Hee-joon como polícia

## Lançamento
O filme foi exibido na mostra Un certain regard do Festival de Cannes de 2011.